# Seznam nizozemskih fotomodelov
Seznam nizozemskih fotomodelov.

## D
- Dewi Driegen

## J
- Famke Janssen

## K
- Doutzen Kroes

## M
- Karen Mulder

## S
- Marcus Schenkenberg (niz.-švedski)
- Lara Stone
- Yfke Sturm

## T
- Rianne ten Haken

## W
- Frederique van der Wal